# Liorhina crockeri
Liorhina crockeri är en insektsart som först beskrevs av Van Duzee 1940.  Liorhina crockeri ingår i släktet Liorhina och familjen spottstritar. Inga underarter finns listade i Catalogue of Life.